# Сифтон, Артур
Артур Льюис Уоткинс Сифтон, PC (UK), PC (Can), KC (англ. Arthur Lewis Watkins Sifton; 26 октября 1858 года, Арва — 21 января 1921 года, Оттава), канадский политик, второй премьер-министр провинции Альберта (1910—1917). Также занимал посты министра внутренних доходов (1917—1918), министра таможни и внутренних доходов (1918—1919), министра общественных работ (1919) и государственного секретаря (1919—1921) в федеральном правительстве Канады.

## Биография
Родился 26 октября 1858 года в населённом пункте Арва (ныне — в составе тауншипа Миддлсекс Центр), провинция Канада Запад (ныне — провинция Онтарио) в семье Джона Райта Сифтона и Кэтрин Уоткинс. В 1874 или в 1875 году Сифтоны перебрались в Виннипег, центр провинции Манитоба. Отец семейства, Джон Райт Сифтон (1833—1912) сделал в Манитобе политическую карьеру — много лет был депутатом Законодательного собрания Манитобы от местного отделения Либеральной партии Канады, а в 1880—1882 годах возглавлял его в качестве спикера.
Получил юридическое образование в виннипегском колледже Уэсли, затем окончил Университет Виктории в Торонто. В 1881 году семья Сифтонов перебралась в Брандон, где Артур вместе со своим младшим братом Клиффордом (впоследствии много лет занимавшим пост министра внутренних дел в правительстве Уилфрида Лорье) занимался юридической практикой. В Брандоне Артур Сифтон получил и первый политический опыт, став депутатом городского совета (1882—1884).

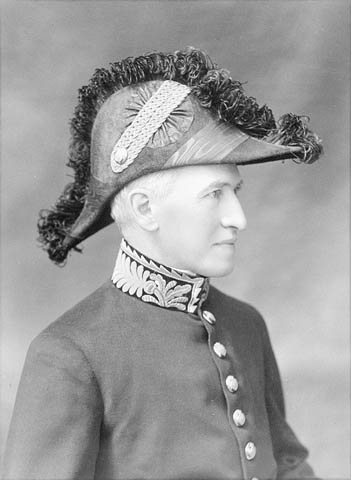
Артур Сифтон на коронации короля Георга V. Лондон, 1910 год

В 1885 году Сифтон перебрался в город Принс-Альберт, а в 1889 году — в Калгари, где получил пост городского солиситора.
В 1899 году Сифтон был избран в Законодательное собрание Северо-Западных территорий. В 1901—1903 годах занимал посты министра общественных работ и казначея в правительстве премьер-министра Северо-Западных территорий Фредерика Холтейна. В 1903 году федеральное правительство, по инициативе министра внутренних дел Клиффорда Сифтона, назначило Артура главным судьёй Северо-Западных территорий. В 1905 году, когда на части Северо-Западных территорий была создана провинция Альберта, Сифтон стал первым главным судьёй этой провинции.
В 1910 году в Альберте в результате скандала, связанного с финансированием строительства железной дороги, пал либеральный кабинет Александра Кэмерона Резерфорда. Новым премьер-министром (после отказа от этой должности ряда других видных деятелей провинциальной Либеральной партии) был назначен Артур Сифтон. На посту премьера ему удалось смягчить внутрипартийные разногласия, вызванные скандалом. Также он попытался оспорить решение правительства Резерфорда о предоставлении тендера на строительство железной дороги компании Alberta and Great Waterways Railway (A&GWR), которое и стало причиной скандала, но по решению суда был вынужден оставить тендер за A&GWR.
Серьезным оппонентом Либеральной партии во время премьерства Сифтона стала организация Объединенные фермеры Альберты (ОФА), уже после его отставки преобразованная в политическую партию. Сифтон пошёл на компромисс с ОФА, удовлетворив многие требования фермеров. В частности, его правительство построило в провинции несколько зерновых элеваторов, внедрило муниципальную систему страхования урожая от града, а также выделило значительные средства на организацию в Альберте системы сельскохозяйственных колледжей. В 1916 году под давлением ОФА правительство Сифтона предоставило альбертским женщинам право голоса на провинциальных выборах.
Во время кризиса воинского призыва 1917 года Сифтон поддержал консервативного премьер-министра Канады Роберта Бордена, попытавшегося ввести в Канаде всеобщую воинскую повинность для восполнения потерь на фронтах Первой мировой войны. Поддержал создание Юнионистской партии, объединившей консерваторов с либералами — сторонниками призыва.
На федеральных выборах 1917 года был избран членом Палаты общин Канады от избирательного округа Медисин-Хат, после чего ушёл с поста премьер-министра Альберты. В юнионистском правительстве занимал посты министра внутренних доходов (1917—1918), министра таможни и внутренних доходов (1918—1919), министра общественных работ (1919) и государственного секретаря (1919—1921). Был делегатом на Парижской мирной конференции 1919 года. Вместе с Чарльзом Дохерти подписал Версальский договор от имени Канады.
Скончался 21 января 1921 года в Оттаве после непродолжительной болезни.